# Pinanga stylosa
Pinanga stylosa är en enhjärtbladig växtart som beskrevs av Odoardo Beccari. Pinanga stylosa ingår i släktet Pinanga och familjen Arecaceae.
Artens utbredningsområde är Sumatera. Inga underarter finns listade i Catalogue of Life.